# Katrin Stotz
Katrin Stotz (* 19. Juni 1966 in Aiglsbach) ist eine ehemalige deutsche Skirennläuferin.
Sie gehörte Mitte bis Ende der 1980er Jahre zur Nationalmannschaft des Deutschen Skiverbandes. Ihre Stärken lagen vor allem in den technischen Disziplinen wie dem Riesenslalom und dem Slalom.
Ihre besten Weltcupergebnisse:
- 6. Rang Riesenslalom Valzoldana (ITA), 1987
- 8. Rang Riesenslalom Santa Caterina (ITA), 1985
- 9. Rang Slalom Stranda (NOR), 1990

1991 wurde sie Deutsche Meisterin im Riesenslalom.